# Mac Forehand
McHenry Forehand, detto Mac (Norwalk, 4 agosto 2001), è uno sciatore freestyle statunitense, specializzato in slopestyle e big air.

## Biografia
Originario di Norwalk e attivo in gare FIS dal gennaio 2016, Mac Forehand ha debuttato in Coppa del Mondo il 18 novembre 2017, giungendo 10º in big air a Milano. Il 23 novembre 2018 ha ottenuto il suo primo podio nel massimo circuito, classificandosi al 2º nello slopestyle di Stubaital vinto dallo svedese Henrik Harlaut.

## Palmarès

### Mondiali
- 1 medaglia:
  - 1 argento (slopestyle a Engadina 2025)

### Winter X Games
- 5 medaglie:
  - 1 oro (big air Aspen 2023)
  - 2 argenti (big air ad Aspen 2022; slopestyle ad Aspen 2023)
  - 2 bronzi (slopestyle ad Aspen 2024; slopestyle a Aspen 2025)

### Mondiali juniores
- 1 medaglia:
  - 1 oro (big air a Cardrona 2018)

### Coppa del Mondo
- Miglior piazzamento nella Coppa del Mondo generale di freestyle: 3º nel 2024
- Vincitore della Coppa del Mondo di slopestyle nel 2019 e nel 2024
- 10 podi:
  - 3 vittorie
  - 7 secondi posti

#### Coppa del Mondo - vittorie
| Data             | Luogo            | Paese       | Disciplina |
| ---------------- | ---------------- | ----------- | ---------- |
| 10 marzo 2019    | Mammoth Mountain | Stati Uniti | SBS        |
| 16 dicembre 2023 | Copper Mountain  | Stati Uniti | BA         |
| 16 marzo 2024    | Tignes           | Francia     | SBS        |

Legenda:

SBS = Slopestyle

BA = Big air